# Youssef El Jebli
Youssef El Jebli (Utrecht, 27 dicembre 1992) è un calciatore olandese, centrocampista svincolato.

## Caratteristiche tecniche
È un trequartista.

## Carriera
È cresciuto nelle giovanili dell'USV Hercules.